# Bacouel-sur-Selle
Bacouel-sur-Selle è un comune francese di 497 abitanti situato nel dipartimento della Somme nella regione dell'Alta Francia.
Come si evince dal nome, il territorio comunale è bagnato dal fiume Selle, affluente della Somme.

## Società

### Evoluzione demografica
Abitanti censiti